# Лел (маджарин)
Лел или Лехел, цитиран и като Леел, Лелу, Лельо (? – Регенсбург, 955) е маджарин-авантюрист, потомък на Арпад и един от предводителите на унгарската армия при Аугсбург в битката на Лехското поле.

## Произход
В историографията липсва пълен консенсус относно произхода на Лел, но въз основа на данните от Константин Багренородни се счита, че той е Арпадов правнук. Според Гал Аноним Лел е господар на Нитра, където обитава племето кабари, а селищата Aлсолелоц и Фелсолелоц, днес на територията на Словакия, са получили названията си от неговото име. Тези му собствености предполагат, че той е имал статут на херцог или е бил наследник на такъв и за разлика от останалите вождове на маджарите вероятно не е бил меритократ.

## Битката при Аугсбург
При Аугсбург Лел предвожда нитренските кабари, като другите племена са водени от Булчу, Сур и Фаличи. Битката завършва с разгром за маджарите, които в следващите десетилетия повече не са в състояние да нахлуват в земите на германците. Лел, Сур и Булчу са взети в плен от бохемските войски и са предадени на немския пълководец Хенрих Баварски, който ги обесва в Регенсбург.

## Сказание
Лел е герой в една от най-популарните легенди, записана от летописеца Марк Калти в един латински текст:
| „ | През 955 година по време на управлението на Ото I, унгарците опустошиха Германия, но когато стигнаха до град Аугсбург, се натъкнаха на силна съпротива. В непосредствена близост до града, на Лехското поле, те водиха кървава битка с германците, която изцеди унгарците, някои от тях брутално убити, а други бяха хвърлени в плен. На това място те се превърнаха в затворници, а Лел и Булчу бяха техни водачи и командири. Когато императорът ги попита защо са толкова жестоки към християните казват: „Ние сме най-върховното Божие наказание и камшик!“ Императорът им каза:„Вие изберете сами своята смърт“, след което Лел поиска рога си, приближи се до императора и силно го удари с рога по челото, с което го уби. А той му каза: „Ти ще вървиш пред мен и ще ми служиш в другия свят“, заради вярата на скитите, че убитите от тях в този живот им принадлежат като слуги на оня свят. Веднага бяха хвърлени в затвора, а в Регенсбург бяха обесени. | “ |

## Лехеловия Рог
Подобен боен рог от слонова кост, за който се твърди, че е принадлежал на Лел, днес се пази в музея в Яс.

## За повече информация
- Лехеловия рог (унгарски)
- Лехеловата смърт Анонимен автор на Gesta Hungarorum (lat.)
- Ференц Молнар: Яския рог (унгарски)
- Ласло Гюла: Лехеловия рог (унгарски филм, 1959)

|  | Тази страница частично или изцяло представлява превод на страницата Lél в Уикипедия на унгарски. Оригиналният текст, както и този превод, са защитени от Лиценза „Криейтив Комънс – Признание – Споделяне на споделеното“, а за съдържание, създадено преди юни 2009 година – от Лиценза за свободна документация на ГНУ. Прегледайте историята на редакциите на оригиналната страница, както и на преводната страница, за да видите списъка на съавторите. ВАЖНО: Този шаблон се отнася единствено до авторските права върху съдържанието на статията. Добавянето му не отменя изискването да се посочват конкретни източници на твърденията, които да бъдат благонадеждни. |